# Famille Della Marra
 (juillet 2024).
Si vous disposez d'ouvrages ou d'articles de référence ou si vous connaissez des sites web de qualité traitant du thème abordé ici, merci de compléter l'article en donnant les références utiles à sa vérifiabilité et en les liant à la section « Notes et références ».
La famille Della Marra est une grande famille de la noblesse italienne d'origine normande, qui appartenait au baronnage italo-normand.

## Historique

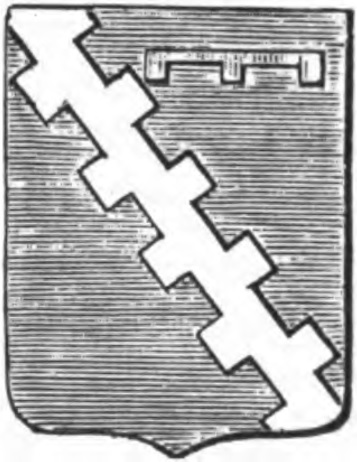
Armes de la famille

Cette famille d'Italie méridionale, issue de la noblesse du duché de Normandie, se nomme à l'origine, De La Mare, importante famille de Normandie qui a fait souche autant en Méditerranée (Italie du Sud, Sicile) qu'en Angleterre, après l'invasion normande de 1066 et la conquête du pays.
Le fief d'origine de la famille se situe entre Le Havre et Rouen, à Sainte-Opportune-la-Mare.
En Italie, la première mention de cette famille date du début du XIIe siècle mais il est plus que probable que ses membres sont présents depuis au moins la seconde moitié du XIe siècle, et peut-être même avant 1050. Elle s'implante d'abord en Italie péninsulaire, notamment en Campanie (région de Ravello) et en Pouilles (région de Barletta), puis en Calabre et en Sicile, donnant naissance à de nombreuses nouvelles branches familiales. À Ravello, le palais familial, bâti à proximité du palais de l'évêché, démontre la splendeur des barons della Marra.
Le premier membre de cette famille mentionné avec certitude est un certain Girard Della Marra (Girardo De La Marra/Della Marra), baron normand de la région de Ravello et signalé en 1110 alors qu'il cherche à étendre son domaine. Dans les années 1140, Robert Della Marra, puissant baron sous le règne du roi normand Roger II de Sicile, agrandit ses domaines de Ravello et s'implante dans la région de Barletta ainsi qu'à Messine en Sicile.
La famille survit à la chute du royaume normanno-sicilien et des Hauteville dans les années 1190, conservant une bonne partie de son patrimoine, et finit par entrer au service des nouveaux maîtres de la dynastie Hohenstaufen, puis des rois angevins. Avec les Rufolo (avec lesquels ils contractent deux unions matrimoniales mais qui s'éteignent au XIVe), ils dominent les douanes de Barletta et Trani, s'enrichissant également par le commerce du blé. Leur puissance ira croissante, ils s'unissent avec les plus grandes familles du royaume de Naples et ils arriveront jusqu'à posséder une centaine de fiefs, parmi lesquels celui de Guardia Lombarda, que la dernière de la famille, la duchesse Donna Silvia della Marra (1676-1768), transmettra aux Ruffo  par son mariage en 1699 avec Don Guglielmo Ruffo (1672-1748), prince de Scilla.
La famille occupera une place importante dans l'histoire de l'Italie méridionale et de la Sicile jusqu'au XVe siècle-XVIe siècle.